# 徐稚

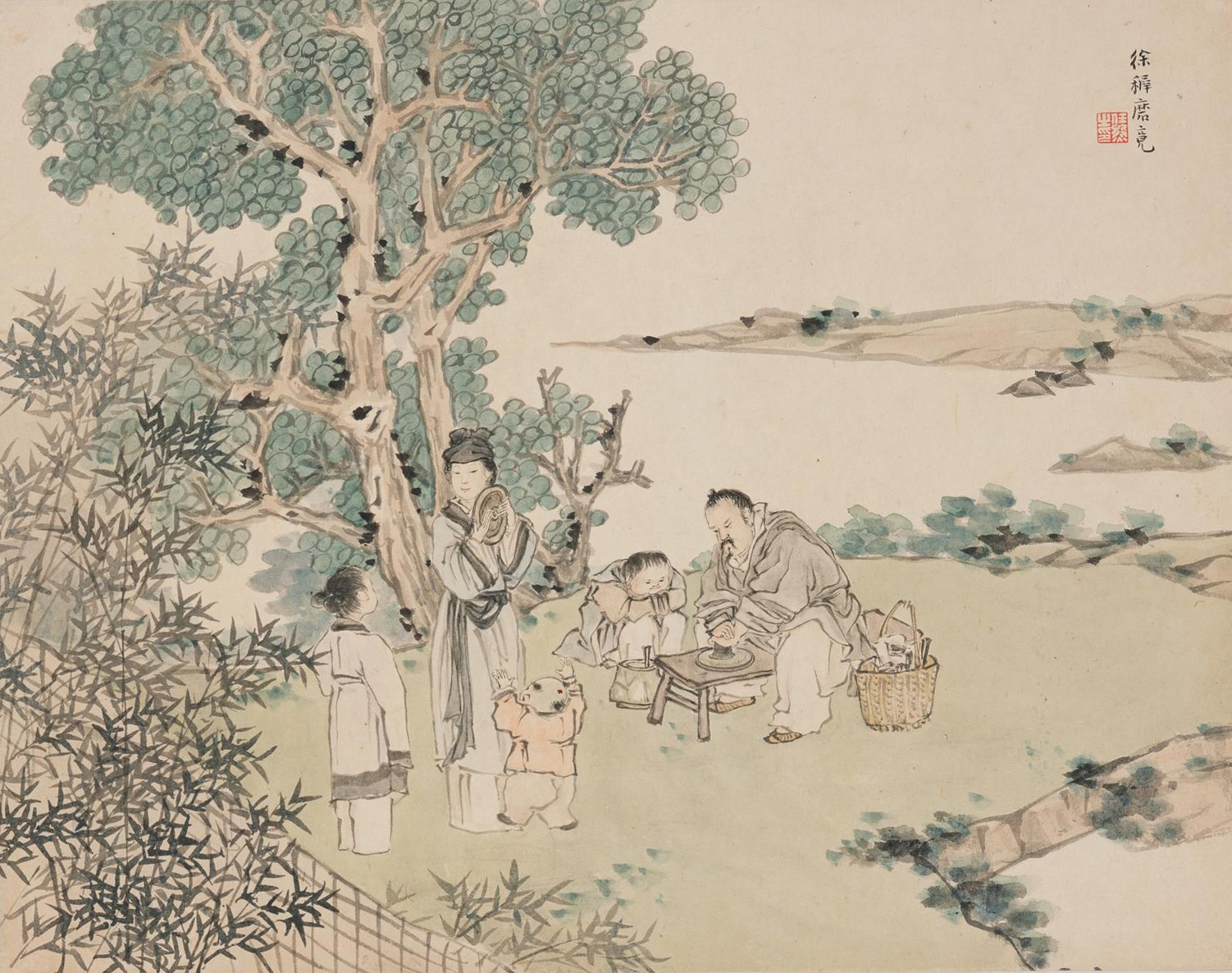
任熊绘徐稚磨镜

徐孺子（97年—168年），即徐稺（徐稚），字孺子，豫章南昌（今南昌市高新区北沥徐村）人。东汉时期高士贤人，郭泰称之為“南州高士”。

## 生平
徐孺子年輕時為諸生，學習不少經書，為人一贯崇尚“恭俭义让，淡泊明志”，平日親自耕種，“非自力而不食”，不愿为官而乐于助人，被郭泰尊称为“南州高士”，成为千秋传颂的“人杰地灵之典范”。他曾被太尉黃瓊所辟，但拒絕就任。黄琼死后，徐孺子身背干粮从南昌徒步数日赶到江夏哭祭，后人敬佩道：“邀官不肯出门，奔丧不远千里。”
豫章太守陈蕃极为敬重徐稚之人品，邀請他出任自己的功曹，並在接見他時特为其专设一榻，去则悬之。徐孺子勉強會見陈蕃但拒絕他的任命。後世王勃在他的名篇《滕王阁序》中便有了“人杰地灵，徐孺下陈蕃之榻”这不朽的名句，并且千古传为佳话。

## 祠堂
徐孺子谢世后，葬于南昌市进贤门外东潭巷铁树坡旧城壕沟边（今青雲譜區十字街附近），后人为纪念这位东汉著名的高士，曾于南昌市内的青山湖畔建徐孺子祠堂，北宋诗人黄庭坚游学南昌期间拜谒徐祠后写道：“乔木幽人三亩宅， 生刍一束向谁论。藤萝得意干云日， 箫鼓何心进酒樽。白屋可能无孺子， 黄堂不是欠陈蕃。古人冷淡今人笑， 湖水年年到旧痕。”

## 纪念
今南昌市的孺子路、孺子公园、孺子亭、高（士）桥均是以徐稚的字号命名的。

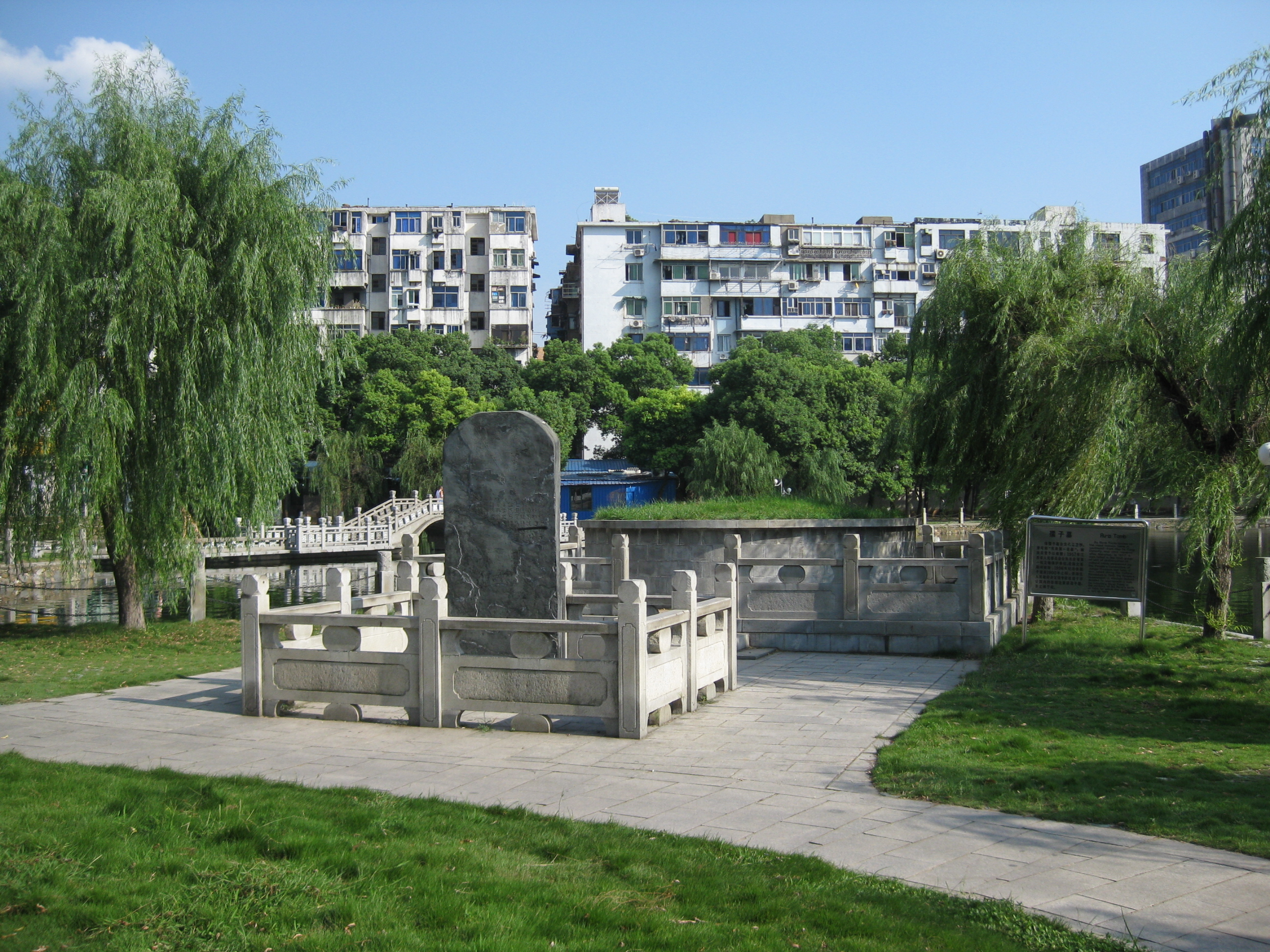
徐孺子墓（衣冠塚）

## 延伸阅读
[在维基数据编辑]
 《後漢書·卷53》，出自范晔《後漢書》